# Straßenerhaltung
Unter dem Sammelbegriff Straßenerhaltung werden im Verkehrswesen Maßnahmen der Unterhaltung zusammengefasst, die dazu beitragen, dass trotz der ständigen Einwirkung von Verkehr und Witterung die Leistungsfähigkeit, Verkehrssicherheit und bauliche Substanz von Straßen und Wegen sowie den daran angegliederten Flächen und Bauwerken erhalten werden kann. Der Um- und Ausbau von Straßen und Wegen sowie deren Neubau gehören nicht zur Straßenerhaltung.
Viele Straßenbaulastträger betreiben eine systematische Erhaltungsplanung, um die zur Verfügung stehenden finanziellen Mittel möglichst optimal und zielgerichtet einsetzen zu können. Als Werkzeug dienen hierzu spezielle Rechenprogramme (so genannte Pavement Management Systeme), die auf Grundlage einer regelmäßig ausgeführten Zustandserfassung und -bewertung des Straßenbestandes sowie weiterer Eingabedaten eine Zustandsentwicklung prognostizieren und Erhaltungsprogramme vorschlagen können.

## Systematik
| Straßenerhaltung | betriebliche Straßenerhaltung | Straßenkontrolle                                     |
| Straßenerhaltung | betriebliche Straßenerhaltung | Straßenwartung (betriebliche Straßenunterhaltung)    |
| Straßenerhaltung |                               |                                                      |
| Straßenerhaltung | bauliche Straßenerhaltung     | Straßeninstandhaltung (bauliche Straßenunterhaltung) |
| Straßenerhaltung | bauliche Straßenerhaltung     | Straßeninstandsetzung                                |
| Straßenerhaltung | bauliche Straßenerhaltung     | Straßenerneuerung                                    |

Grundsätzlich wird zwischen der betrieblichen und der baulichen Straßenerhaltung unterschieden. Aufgabe der betrieblichen Straßenerhaltung ist in erster Linie die Beseitigung von Gefahrenquellen. Bei der baulichen Straßenerhaltung dagegen steht die Qualitätsverbesserung der baulichen Substanz im Vordergrund.
Zur betrieblichen Straßenerhaltung gehört die regelmäßige Straßenkontrolle sowie die Straßenwartung (auch betriebliche Straßenunterhaltung genannt). Letzteres umfasst neben der Ausführung von Sofortmaßnahmen am Straßenkörper (wie etwa das Ausbessern eines Schlaglochs) beispielsweise auch den Winterdienst, die Grün- und Gehölzpflege, die Straßenreinigung sowie die Wartung der Straßenausstattung.
Die bauliche Straßenerhaltung gliedert sich in die Straßeninstandhaltung (auch bauliche Straßenunterhaltung genannt), die Straßeninstandsetzung und die Straßenerneuerung. Die Straßeninstandhaltung umfasst nur kleinere bauliche Maßnahmen mit geringer Qualitätsverbesserung. Bei der Straßeninstandsetzung dagegen erstreckt sich die Erhaltungsmaßnahme auf größere Flächen mit zum Teil erheblicher Qualitätsverbesserung. Werden dagegen Maßnahmen ergriffen, die einer Neuherstellung der Straßenbefestigung gleichkommen, spricht man von einer Erneuerung.

## Normen und Standards
Deutschland
- E EMI 2012 – Empfehlungen für das Erhaltungsmanagement von Innerortsstraßen
- RPE-Stra 01 – Richtlinien für die Planung von Erhaltungsmaßnahmen an Straßenbefestigungen

Österreich
- RVS 12.01.12 Standards in der betrieblichen Erhaltung von Landesstraßen

Schweiz
- SN 640 900a Erhaltungsmanagement (EM); Grundnorm